# Mohammed Atef
Mohammed Atef al-Masrial-Masri (Alejandría, Egipto 1944 -  Kabul, Afganistán 16 de noviembre 2001) (árabe: عاطف المصرى, Atef Al-Masri) (nacido Sobhi Abu Setta, también conocido como Abu Hafs al Masri)  era el jefe militar de al-Qaeda en Afganistán, y fue considerado el tercer líder más importante de la organización, después de Osama Bin Laden y Ayman Al Zawahiri, aunque su papel en la organización no era muy conocido por los servicios de inteligencia durante años.

## Biografía
Atef sirvió dos años en la Fuerza Aérea de Egipto y se convirtió en un ingeniero agrícola. También fue un oficial de policía y un miembro del grupo Yihad Islámica egipcia, antes de trasladarse a Afganistán para repeler la invasión soviética, durante el funcionamiento de Peshawar. Él ha sido acreditado por haber convencido a Abdullah Azzam a abandonar su vida y dedicarse a predicar la yihad en este momento.
Atef fue enviado a un campo de entrenamiento de Afganistán, donde se reunió Ayman al-Zawahiri, que más tarde se le presentó a Osama bin Laden.
Él asistió a dos reuniones a partir de agosto 11-20 en 1988, junto con Bin Laden, al-Zawahiri, Mamdouh Mahmud Salim, Jamal al-Fadl, Wael Hamza Julaidan, y Mohammed Loay Bayazid y otras ocho personas, para discutir la fundación de "al- Qaeda ". Bin Laden más tarde envió una carta a Mohammed Loay Bayazid le informaba de que Atef y Abu al-Ubaidah Banshiri eran el uno al darse 6.500 riales saudíes mensual, el mismo que se les había dado por su trabajo en Maktab al-Khidamat.
En el Sudán
Atef siguió al-Qaeda para el Sudán en 1992 hasta que el grupo se vio obligado a abandonar, después de la ejecución del hijo adolescente de Ahmad Salama Mabruk, y Atef trasladó a Afganistán.
En 1994, se negó a permitir la doble agente estadounidense Ali Mohammed saber el nombre y el pasaporte que viajaría bajo, expresando la preocupación de que Mohammed podría estar trabajando con las autoridades americanas. Viajó a Mombasa, Kenia, donde se reunió con Mohamed Odeh y le dio dinero para comprar a sí mismo un barco de arrastre 7 toneladas de peso y comenzar un negocio de la pesca.
Mientras que en el Sudán, que supuestamente llevó a cabo un estudio que dio lugar a la presentación de él detalles de al-Qaeda en qué secuestros de aviones eran una mala idea, ya que fueron diseñados para permitir la negociación de rehenes a cambio de prisioneros, en vez de infligir daño. Otra supuesta estudio que llevó a cabo determinó que los árabes afganos y talibanes podría juntos derrocar la dictadura de Pervez Musharraf en Pakistán, y el gobierno de Irán.
En 1995, Atef dio detalles Khalid Sheikh Mohammed para un contacto en Brasil. Cuando Mahoma regresó a Afganistán, se volvió a Atef para establecer una reunión con Bin Laden en Tora Bora, en la que le dijo a la pareja sus planes para ataques militares contra los Estados Unidos.
Antes de 1996, Abu Ubaidah al-Banshiri, Atef y Yaseen al-Iraqi ayudados Enaam Arnaout en la compra de proyectiles de mortero AK-47 y de un miembro de la tribu pastún llamado Hajjji Ayoub, y fueron entregados posteriormente en grandes camiones para la formación Jawr y Yihad Wahl campamentos.
jefe militar llamado
En 1996, el jefe militar de al-Qaeda, Abu al-Ubaidah Banshiri ahogado en un accidente de ferry en el Lago Victoria, y Atef fue elegido para sucederle. Se elaboró un plan que resume las cualidades positivas de los líderes talibanes, y mostró su "comprensión matizada" que Estados Unidos tenía intereses energía en el Mar Caspio, que los llevarían a querer un oleoducto construido a través de Afganistán en un futuro próximo.
En 1998, una serie de militantes comenzó a hablar abiertamente de su desdén por Atef, lo que lleva a Bin Laden para convocar una reunión en la que habló largo y tendido sobre la lealtad de Abu Bakr a Mahoma. Comparando Atef a teniente del profeta, se recordó a los presentes que Atef "sabía de la Yihad antes que la mayoría de ustedes siquiera habían nacido", y les advirtió que no quería saber nada más "diálogo interno negativo" sobre Atef.
Atef supuestamente fue enviado a Somalia al menos dos veces para reunirse con los líderes tribales, una vez que tenga que escapar a bordo de un avión Cessna pequeño utilizado para el transporte de khat. Años después, un testigo material dijo a las autoridades estadounidenses que volaba Atef y otros cuatro de un complejo de Al-Qaeda en el Sudán, a Nairobi, Kenia para entrenar a combatientes somalíes. Esto llevó a los Estados Unidos a lo acusan de entrenar a los militantes que atacaron a sus tropas en la batalla de 1993 de Mogadiscio.
1998 bombardeos de la embajada
El 7 de mayo de 1998, enviada por fax Atef Bin Laden una fatwa firmada por los expertos afganos el 7 de mayo, que dijeron que los ataques contra civiles estadounidenses podrían estar justificadas. Tres meses más tarde, al-Qaeda llevaron a cabo los atentados de 1998 contra las embajadas EE.UU., dando lugar a la acusación de Atef como implicados en la preparación del ataque.
Después de los bombardeos de represalia estadounidenses, Atef registró a periodistas que buscan cumplir con Bin Laden. El 4 de noviembre, una orden de arresto fue emitida en Estados Unidos por Atef.
Atef también comenzó a hablar a Hambali en Singapur, como el militante con sede en Indonesia buscó la financiación de Al Qaeda para las operaciones de Jemaah Islamiyah. A su vez, cuando se informó Atef Hambali de la necesidad de al-Qaeda por un nuevo ingeniero biológico, este último enviado Yazid Sufaat con al-Zawahiri.
Planificación de una mayor actividad militante
En el 1999 retornados de Albania, fue juzgado en ausencia por un tribunal egipcio, que lo condenó a siete años de prisión por su asociado con el IER. Ese año, se reunió en varias ocasiones con Bin Laden y Khalid Sheikh Mohammed en el complejo Al-Matar para discutir posibles objetivos para los ataques del 9/11. Se aceptó que Atef era el responsable de la organización de los secuestradores de los ataques. Cerca del final del año, se reunió con Ramzi Binalshibh, Mohamed Atta y Ziad Jarrah y explicó que estarían llevando a cabo una operación altamente secreta, en cooperación con Nawaf al-Hazmi a quien nombró como Rabia al-Makki.
Tras el USS Cole bombardeo de 2000, Atef fue trasladado a Kandahar, Zawahiri a Kabul, y Bin Laden huyó a Kabul, después de unirse a Atef cuando se dio cuenta no hay ataques de represalia estadounidenses eran próximas. Siempre que al-Qaeda organizó juegos de voleibol, Atef y Bin Laden se vieron obligados a estar en equipos separados desde que eran tanto de alto, y buena players.:230
En enero de 2001, en Kandahar, la hija de Atef casó con el hijo de 17 años de edad, Mohammed bin Laden; los invitados a la boda incluyen la madre de Osama, periodista de Al Yazira Ahmad Zaidan, "pocos" miembros del Talibán partido, y alrededor de 400 otros. Osama recitó poemas sobre el bombardeo USS Cole, pero estaba molesto con su entrega y trató de tener Zaidan volver a grabar la sección antes de decidir que prefería la versión anterior.
Ese año, se dice que el Mullah Omar han argumentado que Bin Laden no debería elaborar nuevas represalias contra Afganistán al golpear a los Estados Unidos de nuevo. Esto llevó a un cisma entre los líderes de Al-Qaeda, donde Atef del lado de Bin Laden, mientras que líderes como Saif al Adel pusieron del lado de Omar.
Se cree que han dado dinero José Padilla para viajar de regreso a Egipto de Afganistán, para visitar a su esposa. Los dos entonces formaron una relación de trabajo. También dio dinero Ramzi Binalshibh viajar desde Karachi a Malasia para cumplir con Atta. Cuando David Hicks completó su formación en al-Farouq, Atef lo entrevistó sobre sus logros y le preguntó acerca de los hábitos de viaje de los australianos, antes de acceder a sugerir que él se trasladó al campo de entrenamiento Tarnak Farms.
Después de las 11 de septiembre de 2001, y sigue siendo un fugitivo de su acusación de Estados Unidos en los 1998 Embassy bombardeos, Atef apareció en la primera lista de los mejores 22 terroristas más buscados por el FBI, que fue lanzado al público por el presidente Bush el 10 de octubre, 2001. Debka.com ha sugerido que Atef llevó una "unidad de élite" de los militantes que capturó y mató a su rival señor de la guerra Abdul Haq en octubre de 2001.
A principios de noviembre de 2001, el gobierno talibán anunció que estaban otorgando la ciudadanía afgana oficial sobre él, así como Bin Laden, Zawahiri, Saif al-Adel, y el Sheik Asim Abdulrahman.
Descrito como un "devoto" y "hombre muy tranquilo", Atef era uno de los pocos líderes de Al-Qaeda para no hacer declaraciones públicas de vídeo. Él es acusado de haber escrito un manual de 180 páginas titulado "Estudios Militares en la Santa lucha contra los tiranos", y dirigió los campos de entrenamiento afganos a sí mismo.
Muerte
Atef murió, junto con su guardia Abu Ali al-Yafi'i y otras seis personas, en un ataque aéreo estadounidense en su casa, cerca de Kabul durante la invasión estadounidense de Afganistán en algún momento durante noviembre 14-16, 2001. inteligencia estadounidense interceptado comunicaciones de los excavar entre los escombros de la casa de Atef, lo que lleva a creer que habían tenido éxito en matarlo. De acuerdo con el Centro de Lucha contra el Terrorismo que murió en una huelga en una "casa de seguridad Al Qaeda". Aunque los informes iniciales dijeron que los aviones bombardero estadounidense había destruido la casa, más tarde se reveló que el MQ-1 Predator UAV había atacado la estructura.
Donald Rumsfeld fue inicialmente cauteloso y sólo se indicó que los informes sobre la muerte de Atef "parecen autorizada". Su muerte fue confirmada cuando el embajador de los talibanes, Abd Al-Salam Dhaif, dijo que tres días más tarde, "Abu Hafs al Masri murió a causa de las heridas que sufrió después de aviones de guerra estadounidenses bombardearon su casa, cerca de Kabul."
Cuando las fuerzas estadounidenses buscaban entre los escombros de su casa, se encontraron con una serie de cintas de vídeo, incluyendo cinco que lleva mensajes de martirio de Abderraouf Jdey, Ramzi Binalshibh, Muhammad Said Ali Hasan, Abd Al-Rahim, y Khalid Ibn Muhammad al-Juhani. Otra cinta de vídeo incluido Hashim Abas carcasa instituciones americanas en Singapur para un posible ataque de Yema Islamiya en 1999, pero no fue entregado a las autoridades de Singapur hasta diciembre 14. Mostraba una estación de autobuses, donde personal militar estadounidense partieron hacia su base, un templo contiguo militar de Estados Unidos cuarteles, un parque donde los soldados se reunieron fuera de servicio y el restaurante del club del Águila propiedad del gobierno estadounidense para sus trabajadores locales.
reportero del Wall Street Journal Alan Cullison adquirió dos equipos que habían sido robados de la casa en el mercado negro, y señaló que, aunque la computadora de Atef tenía relativamente pocos archivos, el otro equipo que parece haber pertenecido a Ayman al-Zawahiri y se mantuvo casi un millar de archivos , entre ellos algunos de importancia.
El 8 de noviembre, Bin Laden emitió un elogio conjunta para Atef y Jummah Khan Namangani. Después de su muerte, se rumoreaba que Saif al-Adl se haría cargo de su puesto como jefe militar de Al Qaeda. Durante el interrogatorio, una serie de supuestos militantes incluyendo Ibn Sheik al-Libi inventó más adelante lazos ficticios de Atef a otras entidades que no esté involucrado para distraer la atención de sus verdaderos estadounidense colegas. Al Libi dijo a los interrogadores que Atef había enviado un emisario llamado Abu Abdullah a Irak para obtener entrenamiento de guerra química y biológica de dos miembros de Al Qaeda en diciembre de 2000. Esto llevó a la CIA para liberar un documento atar al-Qaeda en Irak en enero de 2003 , y justificar la invasión de dos meses después, lo que podría decirse que alivia un poco la presión sobre los militantes en Afganistán.
Atef apareció en un video publicado en septiembre de 2006 que mostró la planificación de los ataques del 11 de septiembre.
Atef ha sido nombrado como un conspirador en los cargos de conspiración contra varios de los prisioneros de Guantánamo. En marzo de 2002, las fuerzas de seguridad de Bosnia allanaron una oficina de la Fundación Internacional de Benevolencia en Sarajevo y se incautaron de un ordenador que contenía una serie de documentos que sugieren un grado de complicidad con al-Qaeda, incluyendo una carta a Atef de Enaam Arnaout afirmando que "la organización nos prestó un cañón obús, y debe ser devuelto para que pueda ser transferida a Kabul ".
Ver también
Abu Hafs al-Masri